# Alicia Rubio
Alicia Rubio (Madrid, 15 de septiembre de 1986) es una actriz española de cine, teatro y televisión.

## Biografía
Se formó en la prestigiosa escuela de arte dramático dirigida por Juan Carlos Corazza, escuela también de actores como Javier Bardem, Elena Anaya o Pilar López de Ayala. También se formó con diversos maestros de la talla de Julio Chávez y Claudio Tolcachir. Tuvo sus primeras oportunidades en la pequeña pantalla participando en series como Mesa para cinco, Alquilados y Cuestión de sexo.
En el cine, hizo sus primeras incursiones en las películas 8 citas, de Peris Romano y Rodrigo Sorogoyen; y After, de Alberto Rodríguez Librero. En 2012 participó como actriz secundaria en la película de Daniel Sánchez Arévalo, Primos; donde interpretó a Toña, enfermera y novia del personaje de José Miguel (Adrián Lastra).
En 2013 se incorporó a la octava temporada de la serie de sobremesa Amar es para siempre, emitida diariamente en Antena 3. Rubio se puso en la piel de Macarena, una joven  estudiante de Derecho en una época en que no era habitual que las mujeres estudiasen. También ese año tuvo un pequeño papel en la película de Daniel Sánchez Arévalo La gran familia española. Por esa interpretación consiguió el premio a mejor actriz de reparto en los Premios de la Unión de Actores.
En 2014, después de abandonar Amar es para siempre, Rubio participó en ocho episodios de la serie de Cuatro Ciega a citas, donde interpretó a Alegría.
En 2015 volvió a la televisión con la serie Algo que celebrar, de Antena 3, que solamente contó con una temporada debido a sus bajos datos de audiencia. También participó en la primera temporada de la serie Mar de plástico con un personaje episódico. Además, la vimos en la película de la directora María Ripoll Ahora o Nunca, protagonizada por María Valverde y Dani Rovira.
En 2016 interviene en la película Tarde para la ira, dirigida por el que fue su pareja durante diez años, el actor Raúl Arévalo.
Además, hemos visto a Rubio en numerosos montajes teatrales a lo largo de su carrera. Ha participado en la obra Los miércoles no existen dirigida por Maite Peréz Astorga y Peris Romano. También ha intervenido en la obra Dentro y Fuera, escrita y dirigida por Víctor García León; Cuatro estaciones y un día, coprotagonizada por Sergio Mur en el Teatro Lara y dirigida por Miguel Ángel Cárcano; Muere, Numancia, muere, escrita por Carlos Be y dirigida por Sonia Sebastián; Pequeña Pieza Psicopática, dirigida por Hernán Gristenin; Los trapos sucios dirigida por Ana López-Segovia; y Juventudes dirigida por Natxo López.
También ha intervenido en varios cortometrajes destacando Sinceridad, dirigido por Paco Caballero, que protagonizó junto a Raúl Arévalo y por el que se alzó con el premio a la mejor actriz en el prestigioso festival Cortogenia en el año 2010. También ha participado en  Cristales y De noche y de pronto, corto que estuvo nominado a los premios Goya de 2014.

## Filmografía

### Cine
| Año  | Título                        | Personaje | Director                         |
| ---- | ----------------------------- | --------- | -------------------------------- |
| 2008 | 8 citas                       | Novia     | Peris Romano y Rodrigo Sorogoyen |
| 2009 | After                         | Laura     | Alberto Rodríguez Librero        |
| 2011 | Primos                        | Toña      | Daniel Sánchez Arévalo           |
| 2013 | La gran familia española      | Marisa    | Daniel Sánchez Arévalo           |
| 2014 | Las ovejas no pierden el tren | Vanesa    | Álvaro Fernández Armero          |
| 2015 | Ahora o nunca                 | Belén     | María Ripoll                     |
| 2016 | La Bruja                      | Teresa    | Justin Price                     |
| 2016 | Tarde para la ira             | Carmen    | Raúl Arévalo                     |
| 2017 | Selfie                        | Alicia    | Víctor García León               |
| 2024 | Matusalen                     |           | David Galán Galindo              |

### Televisión
| Año         | Título                 | Personaje           | Canal              | Notas         |
| ----------- | ---------------------- | ------------------- | ------------------ | ------------- |
| 2009        | Cuestión de sexo       | Ana                 | Cuatro             | 1 episodio    |
| 2009        | La parejita            | Emilia              | El Jueves          | 59 episodios  |
| 2013        | Amar es para siempre   | Macarena Ponce      | Antena 3           | 165 episodios |
| 2014        | Ciega a citas          | Alegría             | Cuatro             | 8 episodios   |
| 2015        | Mar de plástico        | Esther Ruiz         | Antena 3           | 1 episodio    |
| 2015        | Algo que celebrar      | Mariví González     | Antena 3           | 8 episodios   |
| 2017        | Tiempos de guerra      | Verónica Montellano | Antena 3           | 13 episodios  |
| 2018 - 2021 | Pequeñas coincidencias | Elisa               | Amazon Prime Video | 30 episodios  |
| 2020        | #Luimelia              | Ingrid              | Atresplayer        | 1 episodio    |
| 2021        | HIT                    | Eva                 | La 1               | 10 episodios  |

## Premios y nominaciones
Cortogenia
| Año  | Categoría                     | Película   | Resultado |
| ---- | ----------------------------- | ---------- | --------- |
| 2010 | Mejor interpretación femenina | Sinceridad | Ganadora  |

Unión de Actores y Actrices
| Año  | Categoría                       | Película                 | Resultado |
| ---- | ------------------------------- | ------------------------ | --------- |
| 2013 | Mejor actriz de reparto de cine | La gran familia española | Ganadora  |

## Vida personal
Durante diez años mantuvo una relación sentimental con el actor y director Raúl Arévalo, con el que ha coincidido en más de una ocasión en la gran pantalla.